# Komitet Bezpieczeństwa Państwowego Republiki Białorusi

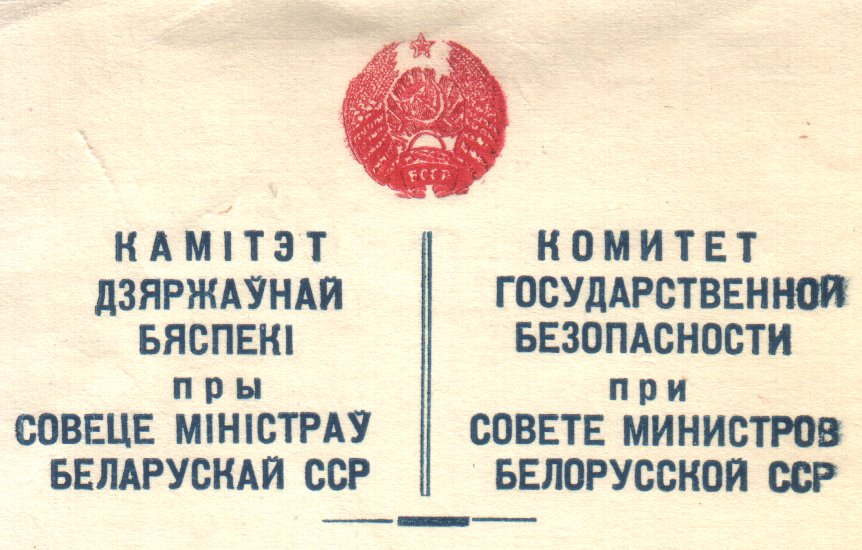
Bezpośrednim poprzednikiem KGB Republiki Białorusi był KGB Białoruskiej SRR

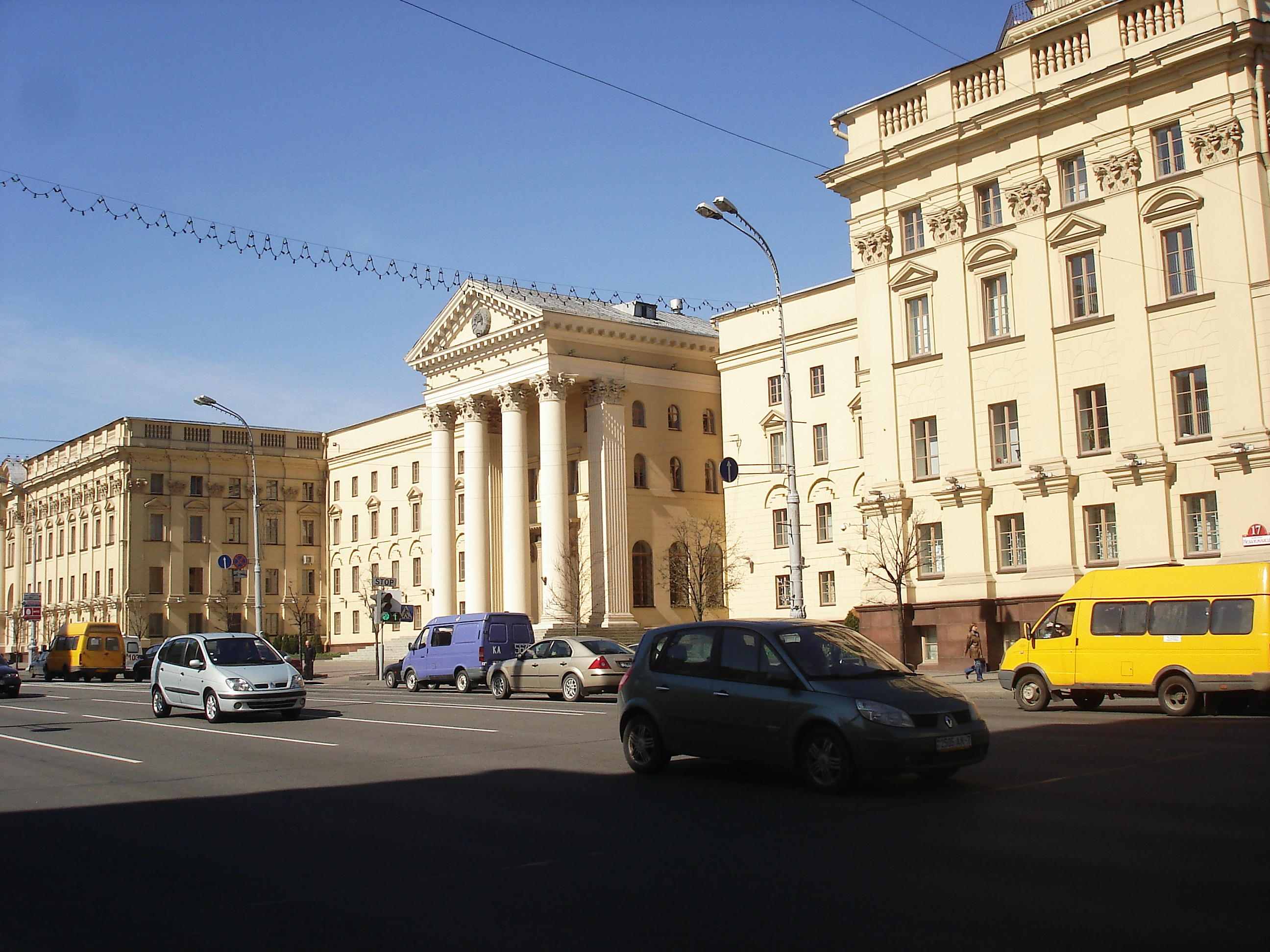
Siedziba KGB RB przy Prospekcie Niezależności

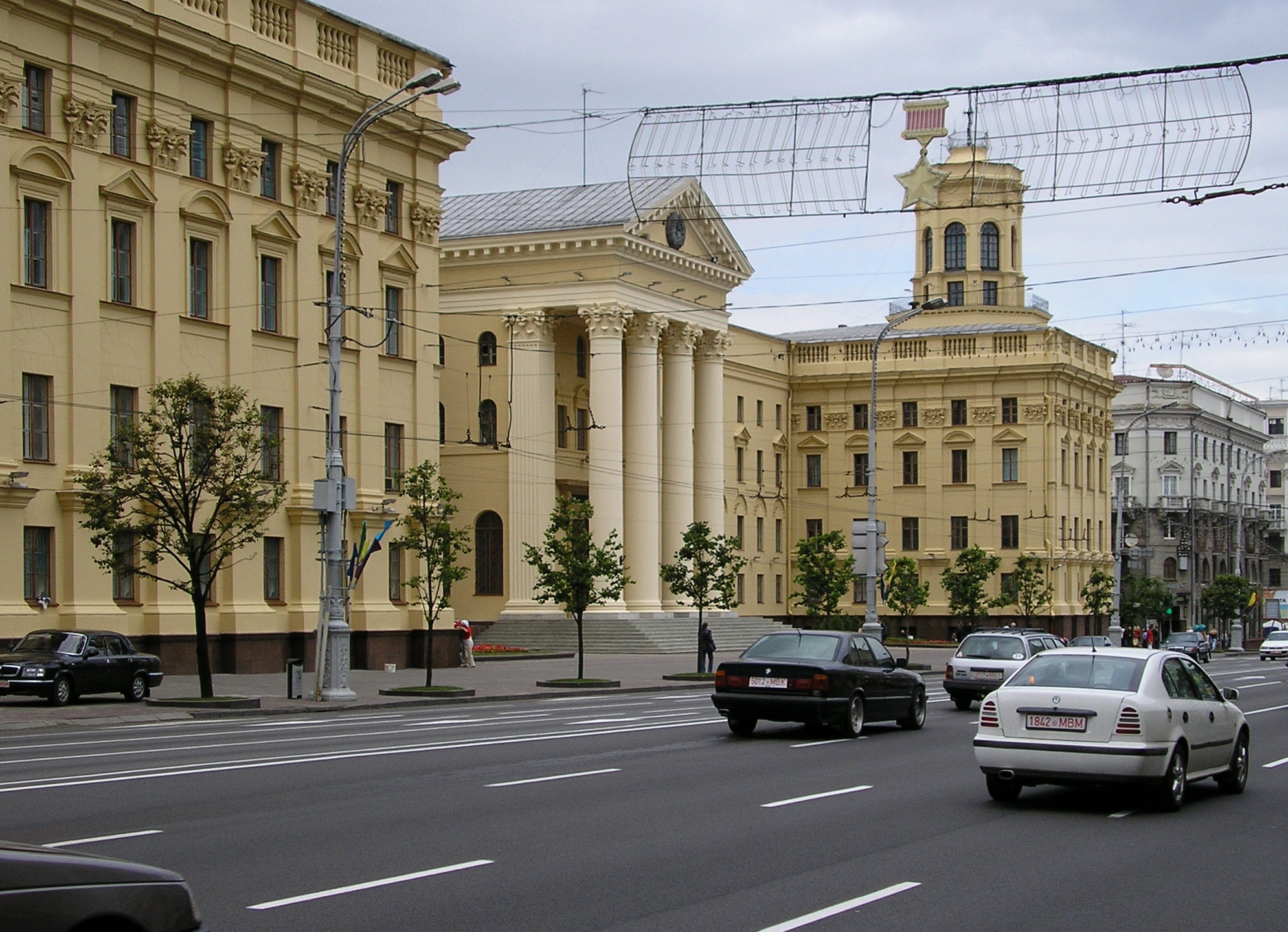
Budynek KGB RP przy Prospekcie Niezależności

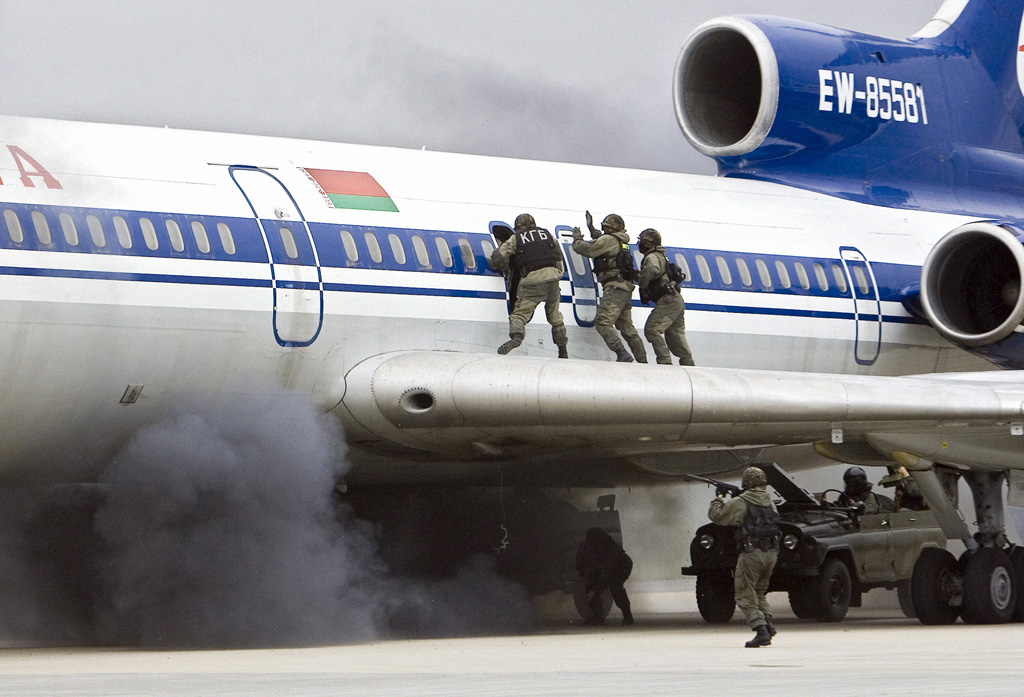
Funkcjonariusze KGB w 2008

Komitet Bezpieczeństwa Państwowego Republiki Białorusi (biał. Камітэт дзяржаўнай бяспекі Рэспублікі Беларусь, КДБ РБ, ros. Комитет государственной безопасности Республики Беларусь, КГБ РБ, w skrócie KBP lub KGB) – służba specjalna Białorusi, zajmująca się wywiadem, kontrwywiadem, kontrwywiadem wojskowym (działającym gł. na rzecz MO Białorusi, Sił Zbrojnych Białorusi i przemysłu obronnego Republiki), wywiadem radiowym, kontrwywiadem radiowym, bezpieczeństwem wewnętrznym, bezp. ekonomicznym i osłoną kontrwywiadowczą funkcjonariuszy państwa.
Jako jedyna służba specjalna państw powstałych po rozpadzie ZSRR, zachował nazwę radzieckiego KGB.

## Historia
KPB RB powstał w 1991 na bazie Komitetu Bezpieczeństwa Państwowego BSRR. Komitet jest zbliżony strukturą do KGB ZSRR oraz rosyjskiej FSB RF i SWR RF. Komitet stanowi jeden z komponentów bezpieczeństwa wspólnego Związku Białorusi i Rosji. W latach 2000–2005 na czele białoruskiego Komitetu Bezpieczeństwa Publicznego stał były szef FSB RF obwodu moskiewskiego, Rosjanin Leonid Jerin.
KBP jest uznawany za dość sprawną służbę z wieloma osiągnięciami np. schwytaniem prowadzącego wywiad z pozycji nielegalnej funkcjonariusza wywiadu Republiki Włoskiej SISMI. W 2007 zlikwidował siatkę szpiegowską agentów działającą na rzecz RP. W 2011 Komitet wykrył 23 funkcjonariuszy zagranicznych instytucji wywiadowczych i zwerbowanych przez nich agentów, Komitet BP wykrył także 33 próby zwerbowania Białorusinów. Białoruska instytucja bezpieczeństwa także zapobiegła „nieuzasadnionemu wydaniu” ponad 137 mln USD oraz 2,7 mln EUR ze środków państwowych.
12 lipca 2012 Komitet Bezpieczeństwa Państwowego Republiki Białorusi ujawnił zlikwidowanie siatki szpiegowskiej na rzecz Litwy. Zatrzymano m.in. rezydenta Służby Wywiadowczej II Departamentu Służb Operacyjnych przy Ministerstwie ON RL.
Od 16 listopada 2012 Przewodniczącym Komitetu Bezpieczeństwa Publicznego Republiki Białoruś jest gen. lejt. Waleryj Wakulczyk.
W 2012 w Mińsku odsłonięto pomnik poświęcony funkcjonariuszom bezpieczeństwa państwowego poległym podczas wykonywania zadań.

## Sankcje
2 października 2020 r. Unia Europejska dodała do swojej listy sankcyjnej byłego przewodniczącego KGB Walerego Wakulczyka, a także wiceprzewodniczącego. W dniu 6 listopada przewodniczący Iwan Tertel został również ukarany przez UE. Osoby te podlegają również sankcjom nałożonym przez Wielką Brytanię, Szwajcarię i Kanadę.
KGB Alpha Group została objęta sankcjami Departamentu Skarbu USA za swoją rolę w tłumieniu protestów w latach 2020-21.
21 czerwca 2021 r. Ministerstwo Skarbu USA dodało KGB Białorusi i jego przewodniczącego Iwana Tertela do swojej Listy Specjalnie Wyznaczonych Obywateli i Osób Zablokowanych.
W 2022 roku KGB i Tertel znalazły się na listach sankcyjnych Unii Europejskiej, Stanów Zjednoczonych, Szwajcarii i Japonii, podczas gdy Ukraina na czarnej liście znalazła się tylko Tertel.
W styczniu 2025 r. Kanada ujednoliciła sankcje wobec KGB.

## Szefowie
- Eduard Szyrkowski – 16 listopada 1990 – 25 stycznia 1994
- Hienadź Ławicki – 22 lutego 1994 – 23 lipca 1994
- Uładzimir Jahorau – 28 lipca 1994 – 20 grudnia 1995
- Uładzimir Mackiewicz – 20 grudnia 1995 – 27 listopada 2000
- Leonid Jerin – 27 listopada 2000 – 18 listopada 2004
- Sciapan Sucharenka – 20 stycznia 2005 – 17 lipca 2007
- Juryj Żadobin – 15 lipca 2007 – 15 lipca 2008
- Wadzim Zajcau – 15 lipca 2008 – 9 listopada 2012
- Waleryj Wakulczyk – od 16 listopada 2012 do 4 września 2020
- Iwan Tertel – od 4 września 2020

## I zastępcy szefa
- Giennadij Szkurde – 1991 – 21 stycznia 1992
- Walerij Arcikow – 13 kwietnia 1992 – 31 sierpnia
- Walerij Kez – 28 lipca 1994 – 20 grudnia 1995
- Leonid Jerin – 20 grudnia 1995 – 25 września 2000
- Sciapan Sucharenka – 17 października 2000 – 20 stycznia 2005
- Wasilij Dement – 20 stycznia 2005 – 17 lipca 2007
- Wiktor Weger – 1 października 2007 – 1 kwietnia 2013
- Igor Siergiejenka – 12 kwietnia 2013 – 16 grudnia 2013 i od 16 grudnia

## Pozostali zastępcy szefa
- Hienadź Ławicki – 1988 – 19 czerwca 1992, jako zastępca ds. kontrwywiadu KGB 19 czerwca 1992 – 22 lutego 1994
- Aleksandr Kulesz – 3 kwietnia 1992 – 7 sierpnia 2002
- Walerij Kez – jako szef wywiadu wojskowego KGB 19 czerwca 1992 – 28 lipca 1994
- Iwan Minko – 8 czerwca 1994 – 31 sierpnia 1994
- Iwan Jurkin – 1994 – 10 października 1995
- Leonid Erin – 20 października 1995 – 20 grudnia 1995
- Giennadij Narkewicz – 8 lutego 1996 – 27 listopada 2000
- Sciapan Sucharenka – 5 listopada 1997 – 25 sierpnia 1998
- Uładzimir Matjuszko – 20 stycznia 1999 – listopada 1999
- Anatolij Zarecki – 4 lipca 2000 – 20 stycznia 2005
- Walentin Nikitin – 27 listopada 2000 – 7 sierpnia 2002
- Nikołaj Sworob – 31 października 2002 – 20 stycznia 2005, jako szef Głównego Departamentu Bezpieczeństwa Gospodarczego i Walki z Korupcją 20 stycznia 2005 – 1 października 2007
- Nikołaj Tananajko – 31 października 2002 – 20 stycznia 2005
- Wiktor Weger – jako zastępca ds. działalności kontrwywiadu 20 stycznia 2005 – 1 października 2007
- Petr Tretiak – jako ds. zabezpieczenia działań operacyjnych i śledczych 20 stycznia 2005 – 22 stycznia 2010
- Nikołaj Smoleński – jako zastępca ds. zatrudnienia i organizacji pracy KGB 1 października 2007 – 22 stycznia 2010
- Iwan Tertel – jako zastępca ds. bezpieczeństwa ekonomicznego i walki z korupcją od 16 grudnia 2013
- Igor Bachmatow – jako zastępca ds. zatrudnienia i organizacji pracy 22 stycznia 2010 – 3 maja 2012
- Leonid Dedkow – jako zastępca ds. wywiadu 22 stycznia 2010 – 2013
- Igor Busko – jako zastępca ds. zatrudnienia i organizacji pracy 12 kwietnia 2013 – 16 grudnia 2013, jako zastępca bez wskazania od 16 grudnia 2013
- Oleg Czernyszew – od 4 kwietnia 2014

## Szefowie obwodowych dyrekcji

### Szefowie dyrekcji obwodu brzeskiego
- Uładzimir Mackiewicz – 26 października 1994 – 20 grudnia 1995
- Bronisław Choljawo – 20 grudnia 1995 – 1 lutego 2000
- Peter Aksjutchic – 23 marca 2000 – 20 stycznia 2005
- Igor Bachmatow – 20 stycznia 2005 – 10 lipca 2008
- Leonid Dedkowa – 10 lipca 2008 – 22 stycznia 2010
- Igor Busko – 22 stycznia 2010 – 12 kwietnia 2013
- Wiaczesław Jezierski – 12 kwietnia 2013

### Szefowie dyrekcji obwodu grodzieńskiego
- Leonid Stepanenko – do 18 października 1994
- Uładzimir Matjuszko – 26 października 1994 – 20 stycznia 1999
- Nikołaj Sworob – 20 stycznia 1999 – 31 października 2002
- Wiktor Weger – 31 października 2002 – 20 stycznia 2005
- Igor Siergiejenka – 20 stycznia 2005 – 22 stycznia 2010
- Iwan Korż – 22 stycznia 2010 – 23 maja 2014
- Aleksandr Terechow – od 23 maja 2014

### Szefowie dyrekcji obwodu homelskiego
- Walentin Nikitin – 28 października 1994 – 22 sierpnia 1996
- Nikołaj Karatkiewicz – 22 sierpnia 1996 – 14 listopada 2001
- Anatolij Cakun – 14 listopada 2001 – 2005
- Iwan Korż – 22 grudnia 2005 – 22 stycznia 2010
- Iwan Leskow – 22 stycznia 2010 – 2 kwietnia 2014
- Sergiej Terebow- od 6 maja 2014

### Szefowie dyrekcji Mińska i obwodu mińskiego
- Władimir Mackiewicz – do 18 października 1994
- Wiktor Nowelski – 28 października 1994 – 25 sierpnia 1998
- Sciapan Sucharenka – 25 sierpnia 1998 – 17 października 2000
- Fiodor Starowojtow – 17 października 2000 – 20 stycznia 2005
- Igor Kuzniecow – 20 stycznia 2005 – 22 stycznia 2010
- Władimir Kanal – od 22 stycznia 2010

### Szefowie dyrekcji obwodu mohylewskiego
- Giennadij Narkewicz – do 18 października 1994, 28 października 1994 – 8 lutego 1996
- Nikołaj Tananajko – 6 marca 1996 – 31 października 2002
- Walerij Maslakow – 31 października 2002 – 22 stycznia 2010
- Igor Siergejenka – 22 stycznia 2010 – 12 kwietnia 2013
- Aleksandr Newerowski – 12 kwietnia 2013

### Szefowie dyrekcji obwodu witebskiego
- Nikołaj Rabchonok – do 18 października 1994,  28 października 1994 – 11 października 2001
- Wasilij Dement – 14 listopada 2001 – 20 stycznia 2005
- Władimir Poliszczuk – 20 stycznia 2005 – 1 października 2007
- Giennadij Gerasimenko – 1 października 2007 – 10 kwietnia 2012
- Władimir Archakow – 10 kwietnia 2012 – 21 lutego 2014
- Siergiej Fieoktistow – 21 lutego 2014

## Struktura
- Aparat Centralny i podległe mu m.in.
  - Zarząd Wywiadowczy
  - Zarząd Kontrwywiadowczy
  - Gabinet Przewodniczącego
- Zarząd Kontrwywiadu Wojskowego
  - Oddział Kontrwywiadu Wojskowego na wojska Zachodniego Dowództwa Operacyjnego
  - Oddział Kontrwywiadu Wojskowego na wojska Północno-Zachodniego Dowództwa Operacyjnego
  - Oddział Kontrwywiadu Wojskowego na wojska lądowe
  - Oddział Kontrwywiadu Wojskowego na siły lotnicze i wojska obrony przeciwlotniczej
  - Oddział Kontrwywiadu Wojskowego na Garnizon Miński
  - Oddział Kontrwywiadu Wojskowego na Wojska Wewnętrzne Ministerstwa Spraw Wewnętrznych Białorusi
- Zarządy KBP na Obwody (sześć)
- Instytut Bezpieczeństwa Narodowego
- Republikański Komitet Związków Zawodowych Pracowników Organów Bezpieczeństwa Państwowego
- Białoruska Społeczna Organizacja Weteranów KGB „Honor” („Честь”)
- Zarząd Wojskowo-Medyczny

## Plany reform
Po zmianach politycznych na Ukrainie władze Białorusi doszły do wniosku o potrzebie reformy systemu służb specjalnych republiki. Jedną ze zmian ma być wydzielenie zadań wywiadowczych strefy cywilnej dla nowej niezależnej od Komitetu Bezpieczeństwa Publicznego służby specjalnej. Planowane jest także przeprowadzenie sprawdzenia funkcjonariuszy pod względem lojalności wobec państwa i czy prowadzą szpiegostwo przeciwko niemu.